# 시린 에바디
시린 에바디(페르시아어: شیرین عبادی‎, 1947년 6월 21일 ~)는 이란의 변호사이자 인권 운동가이다. 2003년 12월 10일에, 에바디는 첫 이란인이자 첫 무슬림 여성으로서 노벨 평화상을 수상하였다.

## 젊은 시절
시린 에바디는 1947년 6월 21일 이란 하마단에서 태어났다. 그의 아버지는 시의 공증인 장이자 상거래법 교수인 모하메드 알리 에바디이다. 가족들은 1948년 테헤란으로 이사했다.
1965년 테헤란 대학교의 법학과에 입학하고, 1969년에 졸업한 후 바로 사법 고시에 응시했다. 그는 여섯달 동안의 인턴기간이 지난 1970년 3월에 법관직을 시작했다. 그동안 그녀는 테헤란 대학교에서 공부를 계속했고, 1971년 석사 학위를 받았다. 1975년에 그녀는 입법부를 주관하는 최초의 여성이 되었다.
1979년 이란 혁명 후, 보수적인 성직자들이 여성이 판사가 되는 것을 엄금해야한다고 주장했으며 그녀가 전에 관리했던 부서에서 비서직으로 계급이 떨어지게 되었다. 그녀와 다른 여성 판사들은 저항했으며 약간 더 높은 "법 전문가" 직으로 배당되었다. 그녀는 결국 상황은 변하지 않은 채로 조기 퇴직을 요청하게 되었다.
그녀의 퇴직요구가 반복적으로 거절됨에 따라, 이미 법률 사무실 허가가 났음에도 1993년까지 변호사로서 활동할 수 없었다.
그녀는 이 남는 시간을 책을 쓰거나 그녀를 널리 알리게 했던 이란의 정기 간행물에 많은 기사를 쓰며 보냈다.

## 이란 정부의 탄압

### 노벨상 압수 사건
2009년 11월, 이란 당국이 보관되어있던 노벨상을 압수한 사태가 발생했다. 12월 10일, 노벨상 시상식에서 스웨덴과 노르웨이 외무장관은 에바디에게 압류되었던 노벨상이 돌아갔지만, 그녀에게 닥친 상황은 매우 어렵다고 말했다.

### 가족의 체포
2009년 12월 28일에 이란의 웹사이트 《자라스》는 에바디의 자매인 누신 에바디가 이란 당국에 의해 체포되었다고 발표했다. 이는 이란 정부의 개혁을 요구하는 시위를 제압하기 위하여 대대적으로 펼쳐진 야당 인사의 검거 도중 발생한 것으로 알려졌다.

## 대한민국 방문
2006년 6월에 노벨평화상 수상자 광주정상회의 참석차 대한민국을 방문하였다. 2009년 8월 7일 아시아기자협회 초청으로 재방문하였으며, 8월 8일 이슬람 교도로서는 최초로 국내 교회에서 강연을 하였다. 8월 12일 백담사 만해 마을에서 《2009 만해 평화상》을 수상했으며, 이어 서울 신촌세브란스병원을 방문하여 김대중 전 대통령의 쾌차를 빌었었으며, 8월 13일에 출국하였다.

## 기타

### 수상
- 2001년 《라프토상》
- 2003년 《노벨 평화상》
- 2009년 《제13회 만해대상 평화상》
- 2010년 제 15회 밥상

### 관련서적
- 2007년 《히잡을 벗고 나는 평화를 선택했다》(원문 제목:Iran awakening : a memoir of revolution and hope), 시린 에바디와 아자데 모아베니 공저

## 같이 보기
- 이슬람 여성주의

## 참고
1. ↑  강갑수 (2009년 11월 27일). “이란, 에바디 노벨 평화상 메달 몰수”. 세계일보. 2009년 11월 27일에 확인함.
2. ↑  “에바디, 노벨평화상 메달-상장 돌려받아”. 《스톡홀름 AP》 (연합뉴스). 2009년 12월 11일. 2009년 12월 11일에 확인함.
3. ↑  양춘병 (2009년 12월 29일). “노벨평화상 시린 에바디 가족… 이란 정부에 의해 체포”. 헤럴드경제. 2009년 12월 30일에 확인함.
4. ↑  손영옥 (2010년 1월 5일). “이란 검거 선풍… 노벨평화상 에바디 여동생도 잡혀”. 쿠키뉴스. 2010년 5월 24일에 확인함.[깨진 링크(과거 내용 찾기)]
5. ↑  안관옥 (2006년 6월 6일). “노벨평화상 수상자 15일 빛고을에 모인다”. 한겨레. 2010년 5월 24일에 확인함.
6. ↑  구정은 (2009년 8월 10일). ““이란, 차별·검열없는 나라 될때까지 투쟁””. 경향신문. 2010년 5월 24일에 확인함.
7. 1 2  서은영 (2009년 8월 12일). “이슬람의 편린들 그 베일을 벗기다”. 서울경제. 2016년 3월 4일에 원본 문서에서 보존된 문서. 2010년 5월 24일에 확인함.